# Marlierea gaudichaudiana
Marlierea gaudichaudiana är en myrtenväxtart som först beskrevs av Otto Karl Berg, och fick sitt nu gällande namn av Johan Albert o Constantin Loefgren och Everett. Marlierea gaudichaudiana ingår i släktet Marlierea och familjen myrtenväxter. Inga underarter finns listade i Catalogue of Life.